# Integrated Powerhead Demonstrator

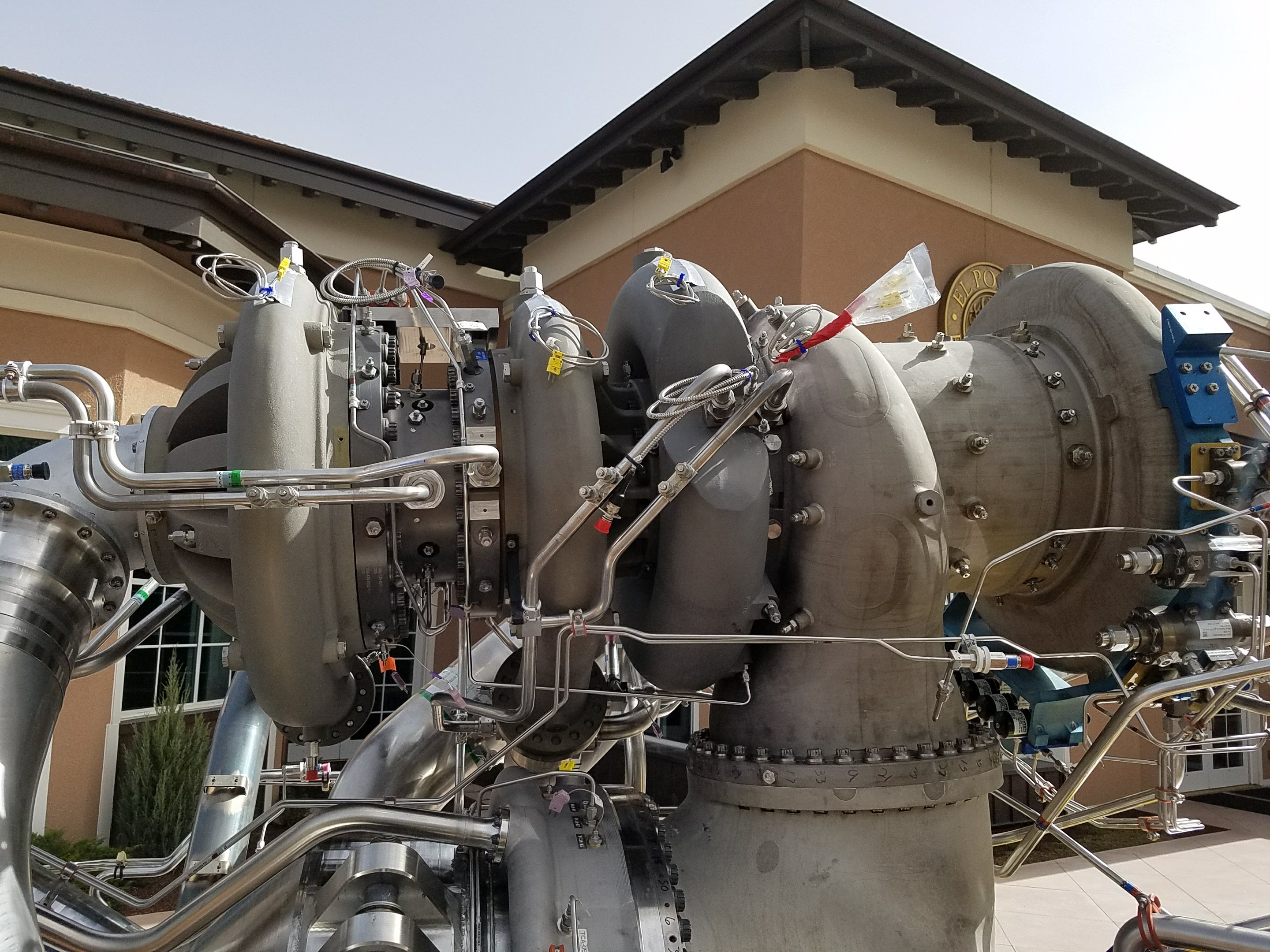
Um motor BE-4 com sua "unidade de potência" originária do IPD.

O integrated Powerhead Demonstrator (IPD), foi um projeto da Força Aérea dos Estados Unidos do final da década de 1990 e início dos anos 2000, conduzido pela NASA e pelo Air Force Research Laboratory (AFRL), para desenvolver uma nova "unidade de potência" para motor de foguete, que utilizaria um ciclo de combustão em estágios de fluxo completo (FFSCC). Os contratantes primários eram a Rocketdyne e a Aerojet.